# Shipping Corporation of India
The Shipping Corporation of India Limited (SCI), auch Scindia Steam Navigation Company Limited, ist die größte indische Reederei. Die Staatsreederei betreibt etwa ein Drittel der indischen Handelsflotte.

## Einzelheiten
Das Unternehmen geht auf die am 24. März 1950 gegründete Eastern Shipping Corporation zurück, die sich am 2. Oktober 1961 mit der Western Shipping Corporation zur Shipping Corporation of India zusammenschloss. Die SCI begann zunächst als reine Linienreederei mit 19 Stückgutschiffen und weitete ihren Betrieb im Laufe der Jahre auf alle wesentlichen Schifffahrtssegmente aus. Heute betreibt die SCI neben Stückgut- und Containerliniendiensten, Tank-, Massengut- und Offshoreschifffahrt sowie Passagierdienste. Die Flotte der Reederei besteht aus insgesamt 63 Schiffen mit einer Gesamttragfähigkeit von etwa 5,7 Millionen Tonnen.